# Robyn Lawley
Robyn Lawley (Sydney, 13 giugno 1989) è una supermodella australiana.
È stata una delle tre modelle sulla copertina del numero di Vogue Italia's del giugno 2011, per essere stata in copertina su Elle edizione francese e per essere stata fotografata per l'edizione australiana di Vogue e GQ; ha lavorato con fotografi come Greg Kadel e Steven Meisel; ha posato per la pubblicità di Ralph Lauren. Nel 2015 Robyn Lawley ha posato per il numero speciale annuale dedicato alle modelle in costume da bagno di Sports Illustrated.

## Carriera
Ha posato per la copertina di Elle edizione francese nell'aprile 2011 e nel maggio 2012 per Marie Claire edizione francese. La copertina del numero di giugno 2011 di Vogue Italia con Tara Lynn e Candice Huffine è stata fotografata da Steven Meisel: in quello stesso numero viene ritratta da Steven Meisel e da Pierpaolo Ferrari. Altri servizi fotografici sono apparsi sull'edizione austriaca di Flair, Gioia nell'aprile 2012 Marie Claire France nel maggio 2012, Vanity Fair edizione italiana nel maggio 2012 Glamour edizione statunitense nel luglio 2012, The Look Magazine nel settembre 2012, Cosmopolitan edizione britannica nel novembre 2012 e Glamour edizione spagnola nel novembre 2013.
Ha sfilato per Elena Mirò alla Settimana della Moda di Milano.

## Agenzie
- Wilhelmina Models[1]